# Johan Petter Åhlén
Johan Petter Åhlén (* 13. April 1879 in Åhl; † 31. März 1939 auf dem Atlantischen Ozean) war ein schwedischer Unternehmer und Curler.
Johan Petter Åhlén hieß ursprünglich Andersson, änderte aber diesen sehr verbreiteten Namen nach dem damaligen Namen seines Geburtsortes Åhl in Åhlén. 1899 gründete er in dem inzwischen in Insjön umbenannten Ort zusammen mit Erik Holm das Postversandhaus Åhlén & Holm, das sich schnell zum bedeutendsten in Skandinavien entwickelte, 1906 mit Erik Åkerlund den Buchverlag Åhlén & Åkerlunds, der 1929 von Bonnier übernommen wurde, und 1932 die Kaufhauskette Tempo, die bis heute unter dem Namen Åhléns besteht.
Åhlén spielte auch Curling im Curlingclub Åre und nahm mit der schwedischen Mannschaft an den I. Olympischen Winterspielen 1924 in Chamonix teil, wo die Mannschaft die Silbermedaille gewann.
Johan Petter Åhlén starb Ende März 1939 zwei Wochen vor seinem 60. Geburtstag während einer Schiffsreise nach New York auf dem Atlantischen Ozean.

## Sportliche Erfolge
- 2. Platz Olympische Winterspiele 1924